# Afromevesia amoenops
Afromevesia amoenops là một loài tò vò trong họ Ichneumonidae.